# 925

## Události
- 19. říjen – přenesení těla svaté Ludmily do Prahy
- Tomislav I. byl korunován králem Chorvatského království
- Symeon I. se prohlásil císařem Bulharů a Řeků.

## Narození
- ? – Judita Bavorská, bavorská vévodkyně († 29. června 985)
- ? – Li Fang, čínský scholář a encyklopedista († 996)
- ? – Widukind z Corvey, mnich benediktinského kláštera v Corvey a kronikář

## Úmrtí
- Abú Bakr Mohammed ibn Zakaríja ar-Rází, perský polyhistor

## Hlavy států
- České knížectví – Václav I.
- Papež – Jan X.
- Anglické království – Ethelstan
- Skotské království – Konstantin II. Skotský
- Východofranská říše – Jindřich I. Ptáčník
- Západofranská říše – Rudolf Burgundský
- Uherské království – Zoltán
- První bulharská říše – Symeon I.
- Byzanc – Konstantin VII. Porfyrogennetos